# Marcelo Chamusca
Marcelo Augusto Oliveira Chamusca (Salvador, 7 de outubro de 1966) é um treinador e ex-futebolista brasileiro que atuava como volante. Atualmente comanda o Floresta.

## Carreira
É o primeiro técnico a conseguir acesso em todas as divisões nacionais do futebol brasileiro: com o Salgueiro em 2013 da Série D para a Série C, com o Guarani em 2016 da Série C para a Série B, e com o Ceará em 2017 da Série B para a Série A.
Suas principais conquistas como treinador são dois Campeonatos Cearenses, um pelo Fortaleza e outro pelo Ceará, um Campeonato Paraense pelo Paysandu, além do título da Copa Verde de 2019 pelo Cuiabá.

### Botafogo SP
Em 25 de junho de 2023 foi contratado pelo Botafogo-SP, chegando para comandar o clube na sequência da Série B. 
Em novembro, o Botafogo anunciou sua saida após Chamusca aceitar uma proposta do mundo árabe.

### Al-Faisaly
No dia 14 de novembro de 2023, Chamusca foi anunciado como novo treinador do Al-Faisaly.
Floresta
Em dezembro de 2024, o Floresta anunciou Marcelo Chamusca como o novo comandante para a temporada 2025.

## Estatísticas
Atualizadas até 3 de julho de 2023
| Equipe              | Jogos | Vitórias | Empates | Derrotas | Aproveitamento |
| ------------------- | ----- | -------- | ------- | -------- | -------------- |
| CRB                 | 32    | 13       | 7       | 12       | 47.92%         |
| Salgueiro           | 37    | 10       | 14      | 13       | 39.64%         |
| Fortaleza           | 95    | 50       | 32      | 13       | 63.86%         |
| Atlético Goianiense | 5     | 1        | 2       | 2        | 33.33%         |
| Sampaio Corrêa      | 11    | 6        | 2       | 3        | 60.61%         |
| Guarani             | 30    | 14       | 8       | 8        | 55.56%         |
| Paysandu            | 32    | 15       | 9       | 8        | 56.25%         |
| Ceará               | 64    | 34       | 17      | 13       | 61.98%         |
| Ponte Preta         | 5     | 0        | 3       | 2        | 20%            |
| Vitória             | 15    | 3        | 8       | 4        | 37.78%         |
| Cuiabá              | 44    | 23       | 14      | 7        | 62.88%         |
| Botafogo            | 27    | 9        | 12      | 6        | 48.15%         |
| Náutico             | 6     | 1        | 2       | 3        | 27.78%         |
| Tombense            | 25    | 7        | 8       | 10       | 38.67%         |
| Botafogo-SP         | 1     | 1        | 0       | 0        | 100%           |
| Total               | 429   | 187      | 138     | 104      | 54.31%         |

## Títulos

### Como jogador
Bahia
- Campeonato Baiano: bicampeão (anos indefinidos)

Bahia (Júnior)
- Campeonato Baiano Júnior: 1985 e 1986

### Como auxiliar técnico
Bahia
- Copa do Nordeste: 2002

Oita Trinita
- Copa Nabisco: 2008

Avaí
- Campeonato Catarinense: 2010

Al-Arabi
- Sheikh Jassim Cup: 2010

### Como treinador
Bahia
- Taça Estado da Bahia: 2000 e 2002
- Taça Verão (Maceió): 2000

Bahia (Júnior)
- Campeonato Baiano Júnior: 2001
- Torneio Internacional de Marselha: 2001

Sport
- Copa Pernambuco: 1998

Sport (Juvenil)
- Campeonato Pernambucano Juvenil: 1998
- Campeonato Pernambucano Júnior: 1999
- 45º Torneio de Chênois (Genebra): 1999[9]

Vitória (Juvenil)
- Campeonato Baiano Juvenil: 1994, 1995, 1996, 1997 e 1998
- Sparkassen Cup (Manyheyw): 1996
- Torneio Bayer (Santiago): Ano indefinido

Fortaleza
- Campeonato Cearense: 2015

Paysandu
- Campeonato Paraense: 2017

Ceará
- Campeonato Cearense: 2018

Cuiabá
- Copa Verde: 2019

### Prêmios individuais
- Melhor Técnico do Campeonato Cearense de 2015
- Melhor Técnico do ano no futebol cearense: 2017[10]
- Melhor Técnico do Campeonato Cearense de 2018[11]